# Улица Амиряна (Ереван)

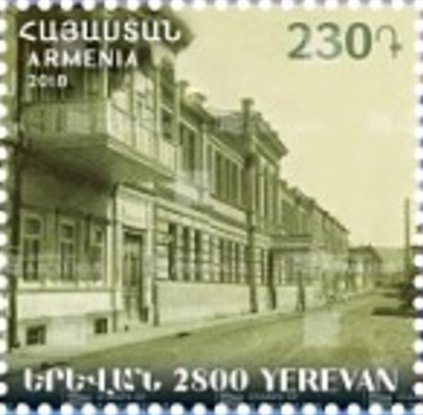
Улица Амиряна в 20-е годы XX века из серии «2800 лет Еревану». Почта Армении, 2018

Улица Амиряна (арм. Ամիրյան փողոց) — улица в центре Еревана. Проходит от площади Республики до улицы Сарьяна. Длина улицы составляет около 900 м. Улица носит имя армянского и российского революционера Арсена Амиряна (1881—1918).

## История
До Октябрьской революции носила название Назаровская улица. После обретения Арменией независимости, в 1990-е годы, улица несколько лет носила имя царя Врамшапуха, затем ее переименовали.
Активно застраивалась в начале XX века. Здесь находились женская гимназия и городская больница. В советское время, в ходе реконструкции города, улица была застроена преимущественно домами 1950-х годов и более позднего времени. 

## Примечательные здания и сооружения
- № 2 — Бывшее здание Библиотеки имени Исаакяна в Ереване. В 2010-х годах было снесено, за исключением части фасадной стены[4].
- № 4/6 — Ресторан «Кавказская пленница». У входа — скульптурная группа Труса, Балбеса и Бывалого[3].
- № 6 — Здание женской гимназии Св. Рипсиме. Построено в 1898 году по проекту Василия Мирзояна. В 1902—1905 годах был надстроен второй этаж и сделана пристройка с правой стороны[2].
- № 9 — Школа № 67 имени Егише Чаренца. Ранее на её месте стояла церковь Святого Григория Просветителя[5], снесённая в 1939 году.
- № 26 — Ереванский государственный институт театра и кино

## Известные жители
д. 5а — Айрапетян, Владимир Карапетович

д. 8 — Эдгар Элбакян (мемориальная доска)

д. 13 — Арташес Каринян

д. 32 — Иван Геворкян

## Галерея

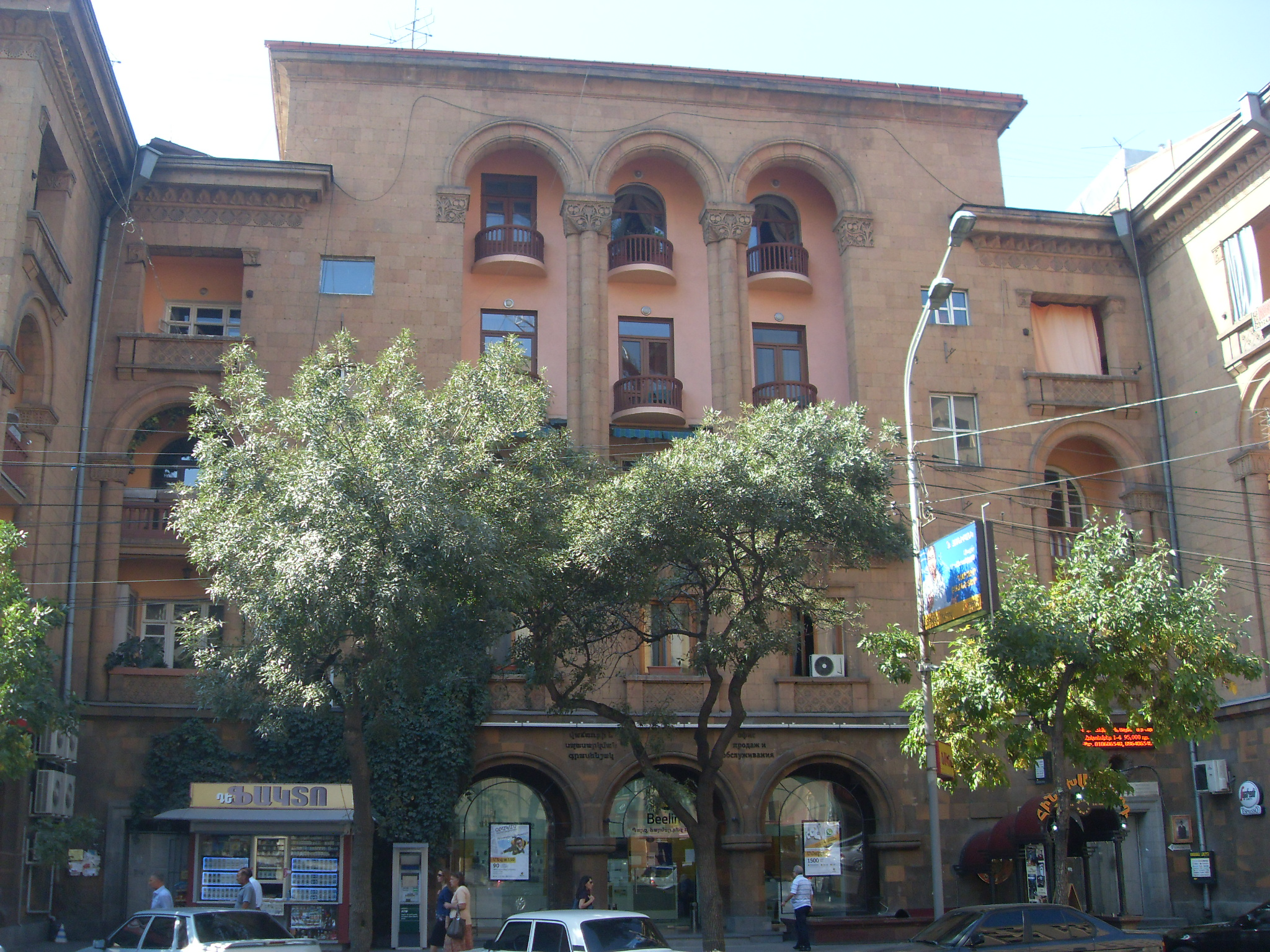
Дом № 3
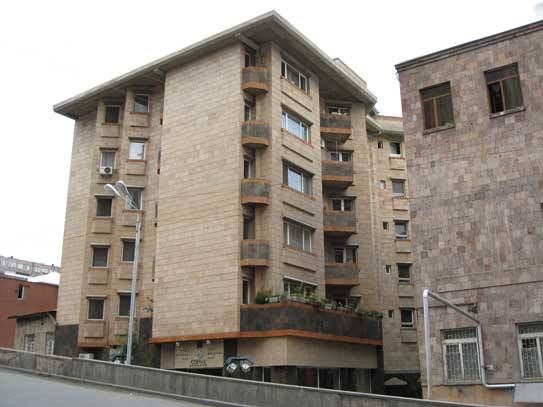
Первый жилой дом
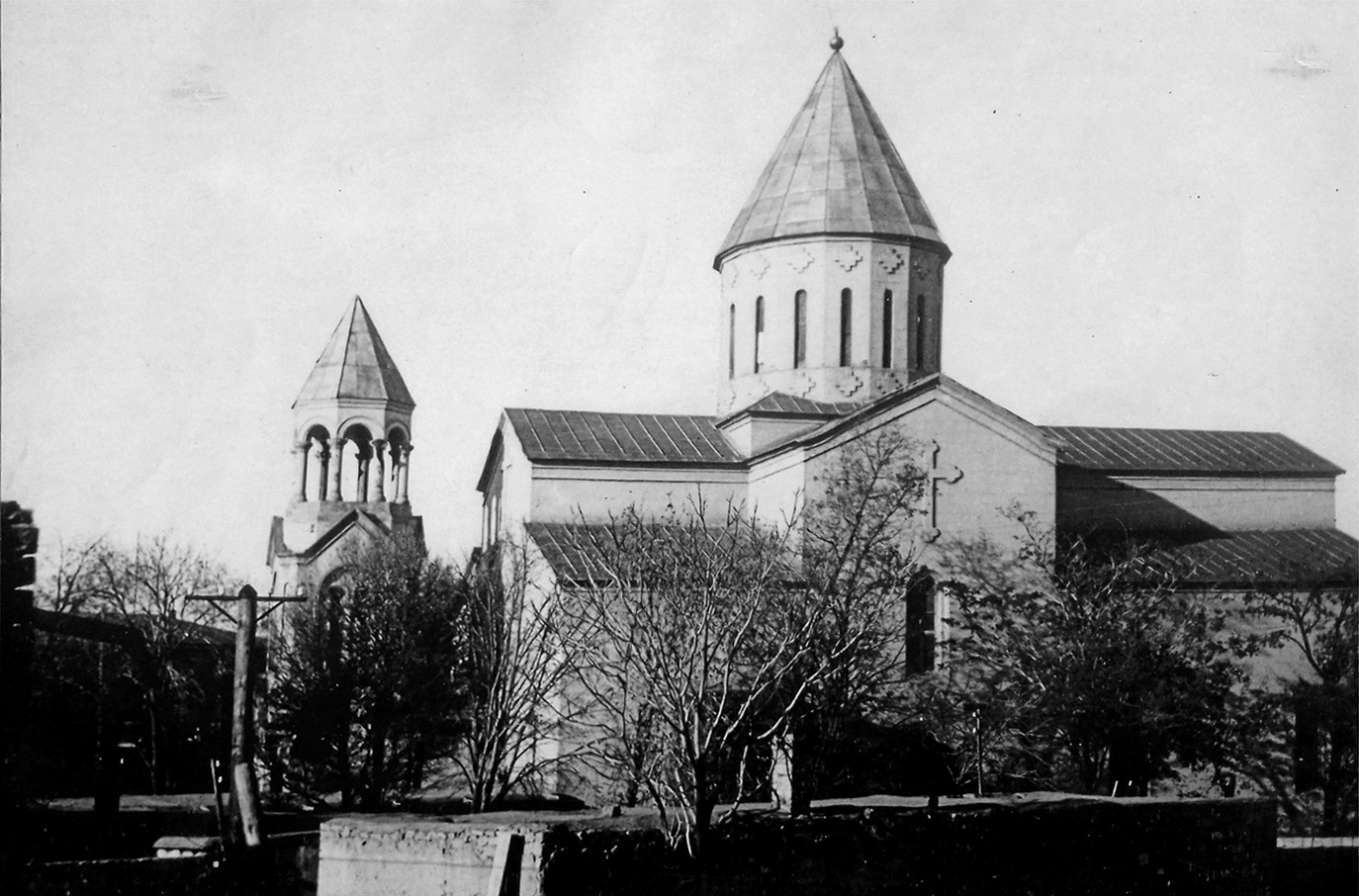
Церковь Святого Григория Просветителя, снесённая в 1939 год
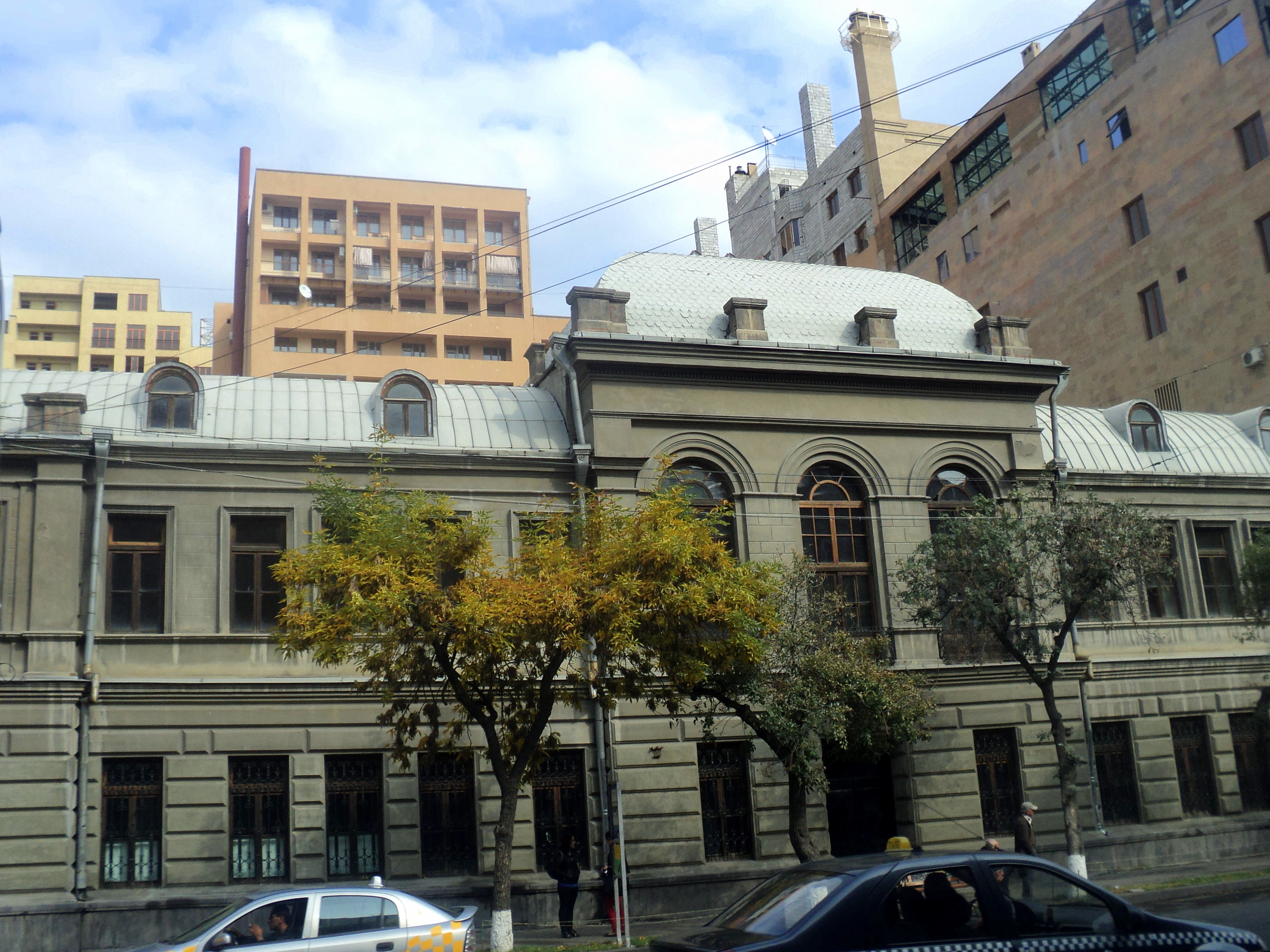
Здание женской гимназии
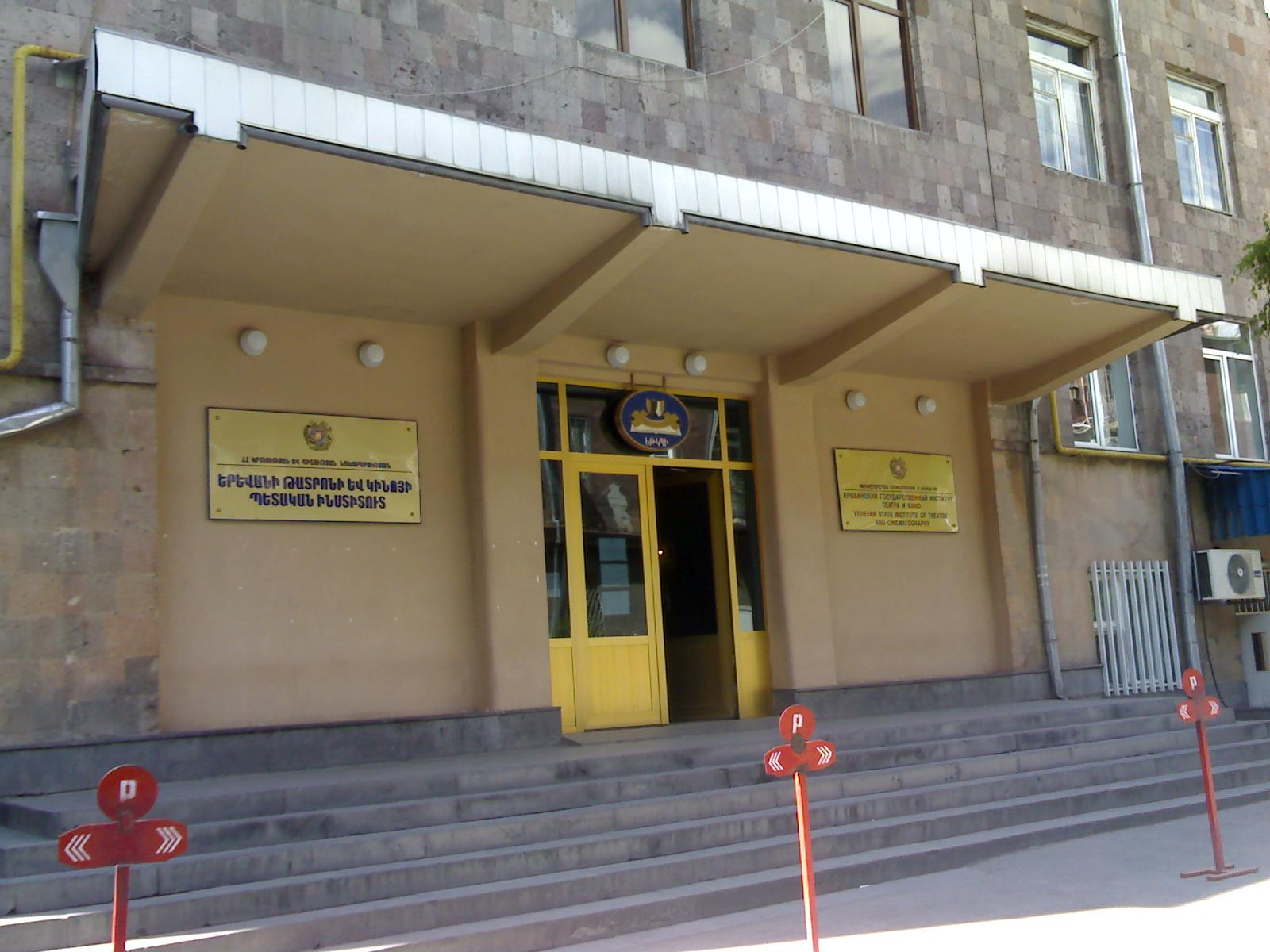
Ереванский государственный институт театра и кино
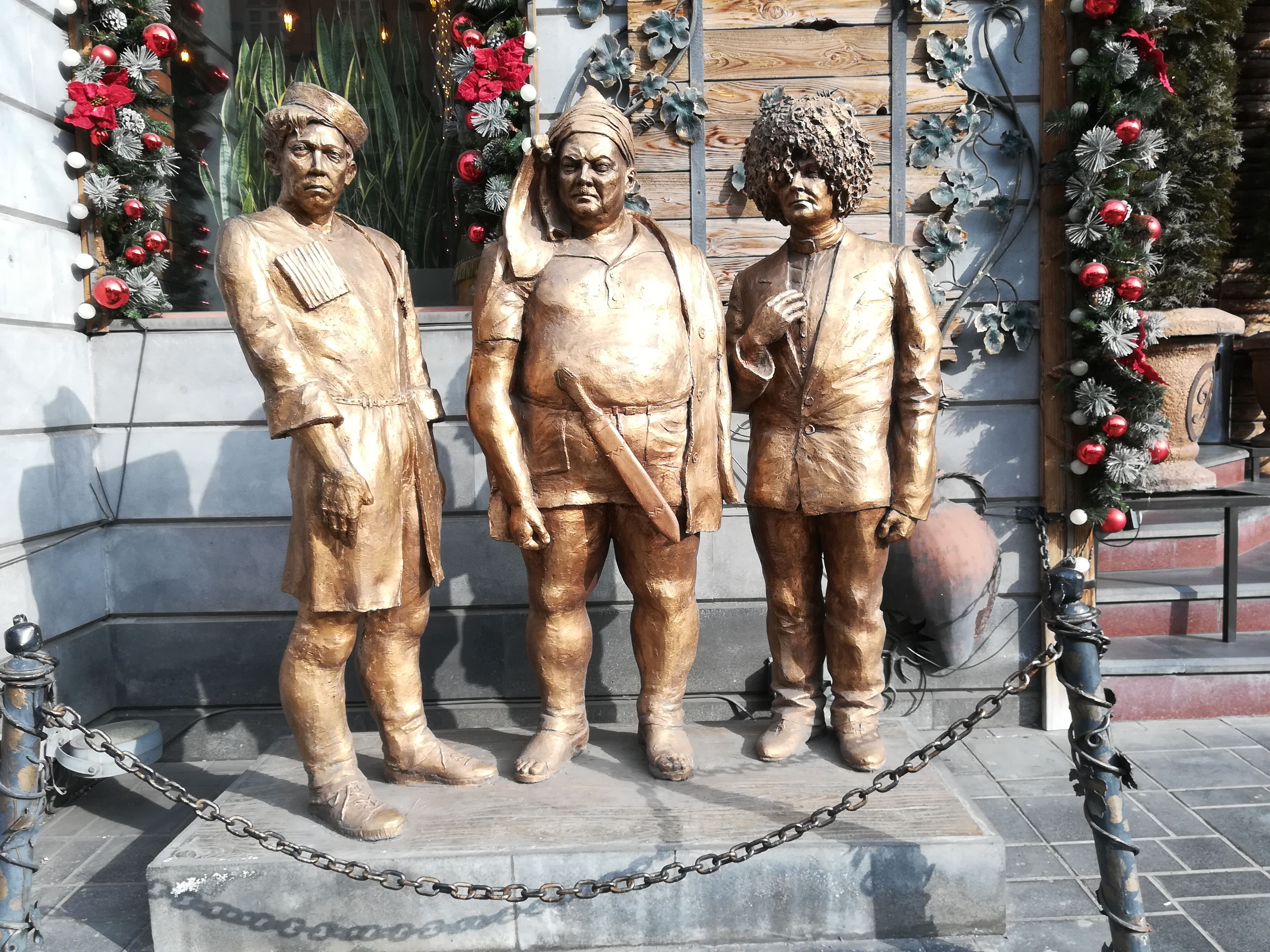
Скульптурная группа «Трус, Балбес и Бывалый»
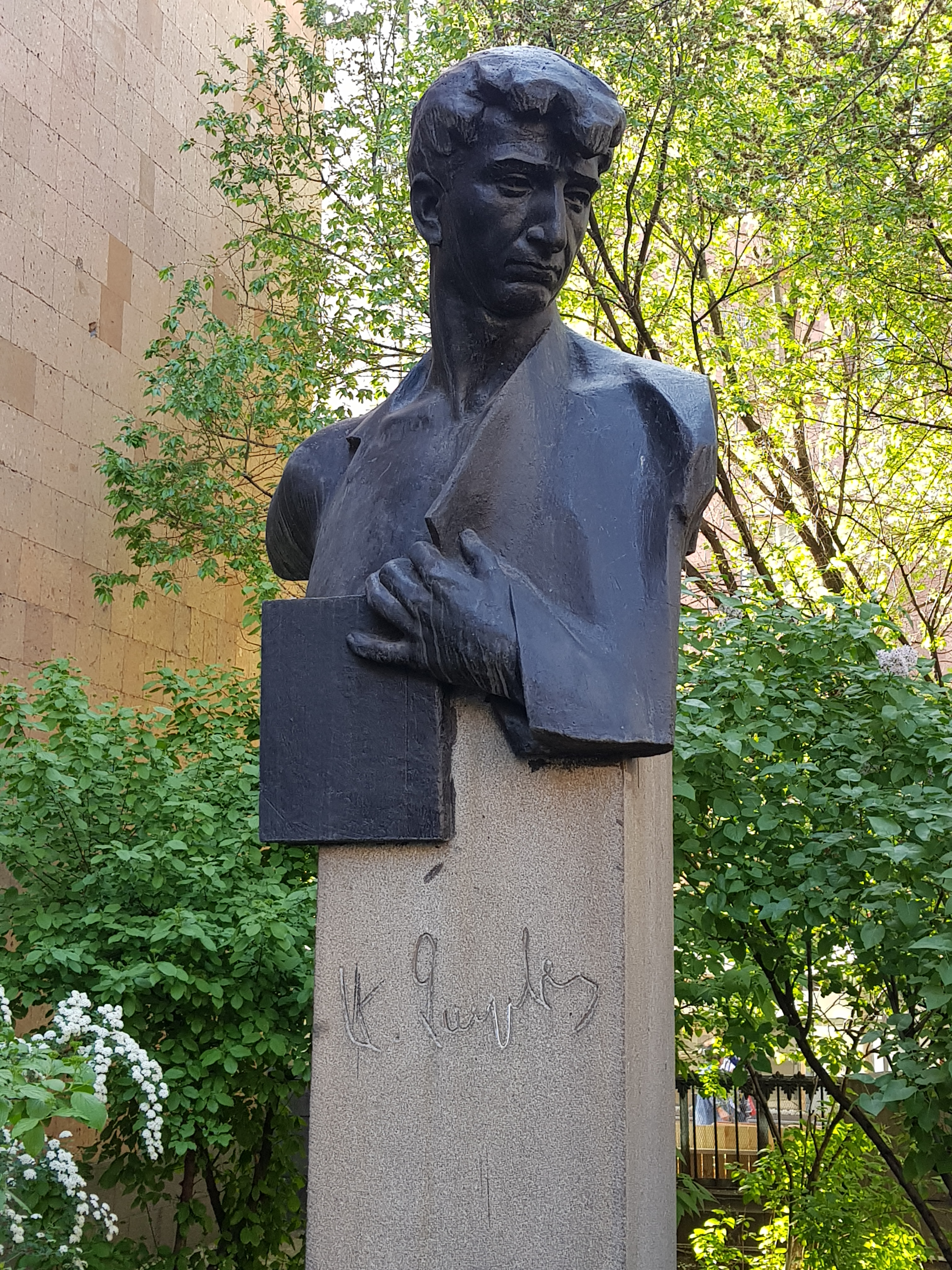
Бюст Егише Чаренца у школы его имени
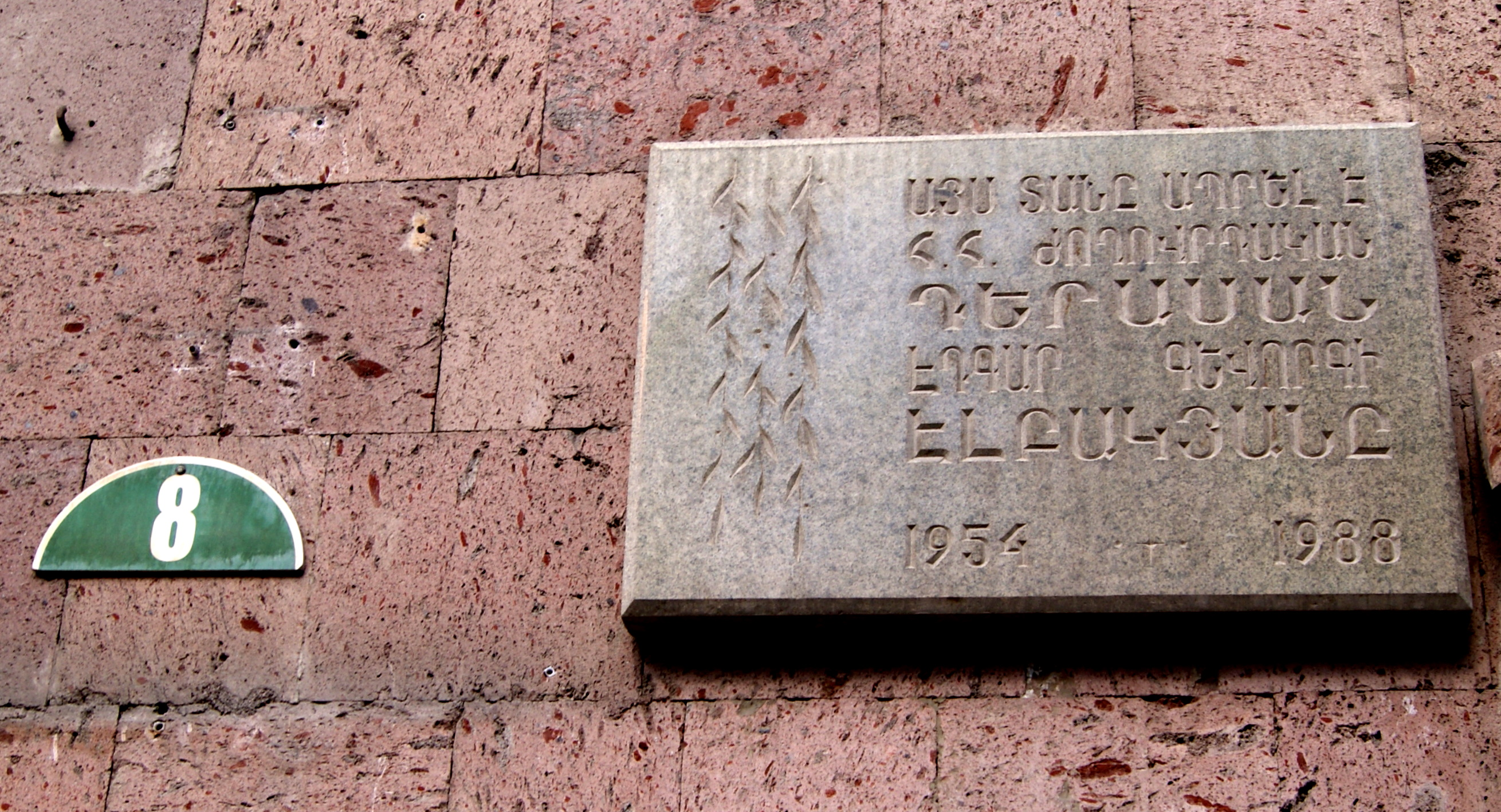
Мемориальная доска Эдгара Элбакяна
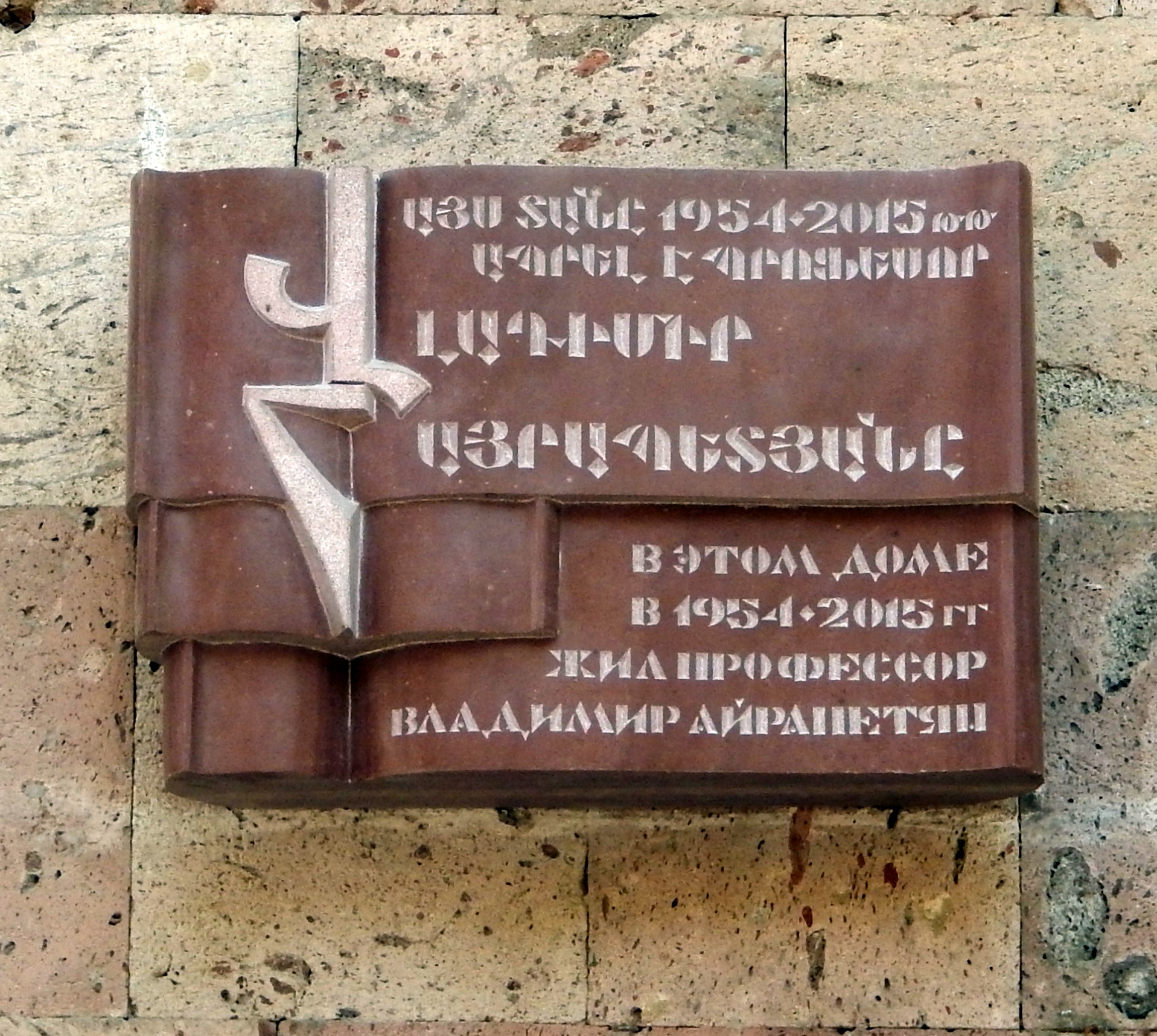
Мемориальная доска Владимира Айрапетяна